# Gemüt
Gemüt bezeichnet die durch die Gesamtheit der Gefühls- und Willenserregungen erworbene Einheit und Bestimmtheit der Psyche. Das Gemüt wird dabei – vergleichbar den Emotionen oder der Sinnlichkeit – als Gegenpol zur Intelligenz und dem Verstand gesehen (siehe auch Kognition).
Als Gemütszustand wird die akute seelische, psychische und emotionale (Gesamt-)Situation eines Menschen bezeichnet; Gemütsschwankung bezieht sich auf psychische Instabilität.

## Etymologie
Das Wort Gemüt ist seit mittelhochdeutscher Zeit bezeugt und stellt einen Sammelbegriff dar für die seelischen Empfindungen und Gedanken, die durch das Substantiv Mut bezeichnet sind. Gemüt bezeichnete später auch den Sitz dieser Empfindungen und Gedanken. In der späteren Wortbildung „gemütlich“ geht außerdem die Bedeutung von „gleichen Sinnes, angenehm, lieb“ mit ein, substantivisch „das Angenehme; Zustimmung“ in der Bedeutung „angenehm, lieb“. Davon abgeleitet ist „Gemütlichkeit“.

## Umgangssprache
Volkstümlich wird das Gemüt auch mit „Herz“ bezeichnet im Gegensatz zu „Kopf“.
Das Adjektiv zu Gemüt ist gemütlich. Gemütlichkeit bezeichnet in der Umgangssprache eine typisch deutsche auf Geselligkeit bezogene positive Stimmung. Der Begriff wird daher auch von anderen Sprachen als Leihwort übernommen.
In der Umgangssprache wird Gemüt gelegentlich auch gleichbedeutend mit Persönlichkeit und Charakter verwendet (siehe Brockhaus Psychologie).
In einem engeren Sinne ist der „Gemütsmensch“ ein Mensch, der Gelassenheit ausstrahlt und schwer aus der Ruhe zu bringen ist, vgl. auch Gemütsruhe. In diesem Sinne bezeichnet der Begriff „starkes Gemüt“ etwas Tugendhaftes.
Mit der Redensart „Jemand hat ein sonniges Gemüt“ wird ein freundlicher, heiterer, optimistischer, zum Teil auch naiver Mensch bezeichnet.
Im Wanders Deutsches Sprichwörter-Lexikon (5 Bände) gibt es zum Wort Gemüth knapp fünfzig Sprichwörter.

## Antike
Platon unterteilt in seinem Phaidros die Seele in Gemüt (altgriechisch θυμός = thymos) und Trieb. Diese Unterscheidung erinnert bereits an die späteren Vorstellungen der Somatiker und die Theorie des psychischen Reflexbogens.

## Theorien seit der Aufklärung
Immanuel Kant (1724–1804) gebraucht Gemüt noch wechselweise mit Seele. Der Begriff „Gemüt“ wird von Kant bereits in seiner Kritik der reinen Vernunft verwendet. Kants zuerst von Christoph Wilhelm Hufeland veröffentlichte Schrift „Von der Macht des Gemüths durch den bloßen Vorsatz seiner krankhaften Gefühle Meister zu seyn.“ (Jena 1798) geht auf eine Anregung von Hufeland selbst zurück, der „das Physische im Menschen moralisch behandeln“ wollte, vgl. moralische Behandlung. Diese Schrift erschien im selben Jahr 1798 ebenfalls im Dritten Abschnitt des „Streits der Fakultäten“. Der Begriff der Gemütskrankheiten geht auf diese Zeit zurück.
Johann Gottlieb Fichte (1762–1814) hält das Gemüt für die ungeteilte, rein gegensatzlose Mitte unserer Persönlichkeit.
Georg W. F. Hegel (1770–1831) bezieht die Einheit des Gefühls auf das Selbstbewusstsein.
Friedrich W. J. Schelling (1775–1854) betrachtet das Gemüt als das bewusstlose, naturverfallene Prinzip des Geistes. Es erscheint ihm dreigeteilt (a) als Sehnsucht, Sympathie, Schwermut; (b) als Sucht, Lust, Begierde, Irritabilität und (c) als Gefühl und Sensibilität, das Höchste, das sich im Gemüt findet. Gruhle vermerkt bei Schelling die Betonung der Innerlichkeit. Gerade dies hält Klaus Dörner als Ausdruck des zu jener Zeit, also um 1810 als notwendige Reaktion auf den typisch deutschen Mangel an bürgerlichen Freiheiten im anhaltenden Zeitalter des Absolutismus. Schelling bezeichnet diese Freiheiten sogar als vom Fluch gezeichnet. Die Beurteilung trifft mehr oder weniger auch auf die Haltung der Psychiker insgesamt zu und auf ihre Einstellung zur Frage der Freiheit bzw. der Zwangsbehandlung.
Carl von Clausewitz (1780–1831) hat sich in seinem Werk Vom Kriege ausführlich mit der Natur des Gemüts befasst und die Selbstbeherrschung als Frage des Gemüts und nicht der verstandesmäßigen Intelligenz herausgearbeitet. Ein starkes Gemüt ist nach Clausewitz ein solches, welches auch bei den heftigsten Regungen nicht aus dem Gleichgewicht kommt. Clausewitz hat die Menschen ferner in folgende Typen bezogen auf ihr Gemüt eingeteilt:
1. solche, die sehr wenig Regsamkeit besitzen, und die als phlegmatisch oder indolent gelten.
2. sehr Regsame, deren Gefühle aber nie eine gewisse Stärke überschreiten, und die als gefühlvolle, aber ruhige Menschen gelten.
3. sehr Reizbare, „deren Gefühle sich schnell und heftig wie Pulver entzünden, aber nicht dauernd sind“;
4. solche, „die durch kleine Veranlassungen nicht in Bewegung zu bringen sind und die überhaupt nicht schnell, sondern nach und nach in Bewegung kommen, deren Gefühle aber eine große Gewalt annehmen und viel dauernder sind. Dies sind die Menschen mit energischen, tief und versteckt liegenden Leidenschaften.“ (Maniac).[12]

Diese Einteilung entspricht fast exakt den 4 Böden in Jesus’ Gleichnis vom vierfachen Ackerfeld.
Karl W. Ideler (1795–1860) war ein Vertreter von Theorien, in denen Elemente der Psychoanalyse sich abzuzeichnen beginnen. Er vertrat die Auffassung, dass Leidenschaften und Triebe zum Antrieb des Willens werden, indem sie »alle ihnen widerstrebenden Begriffe aus dem Bewusstsein verdrängen«. Im Zwiespalt zwischen Denken und Wollen sei die relative Einheit im Gemüt zu beachten, denn Sittlichkeit sei die »oberste Angelegenheit des Gemüts«. Klaus Dörner meint, dass Ideler damit sowohl ethische als auch empirische Gesichtspunkte vertrat.
Im Gegensatz zu der während der Aufklärung betonten Verstandesbildung spielte während der Romantik die Gemütsbildung in der deutschen Pädagogik eine wechselnde, aber stets beachtete Rolle. Vertreter dieser romantischen Richtung waren Novalis, Ludwig Tieck, Clemens Brentano und die Brüder Grimm.
Wilhelm Griesinger (1817–1868) hat als einer der ersten Somatiker und damit als Vertreter einer eher naturwissenschaftlich ausgerichteten Medizin das Gemüt als den mehr „rezeptiven Anteil“ des Gehirns angesehen, vgl. auch den Begriff der Körperfühlsphäre. Seine Vorstellungen zielten dabei auf das Modell des Reflexbogens mit einem durch Empfindungen bestimmten rezeptorischen (zentripetalen) und einem durch den Willen oder die Emotionalität bestimmten effektorischen (zentrifugalen) Anteil, vgl. Kap. Antike und die ggf. veränderte effektorische Verhaltensbereitschaft.
Auch im deutsch-völkischen Kontext wurde von diesem Begriff gern Gebrauch gemacht. Die Tageszeitung Tübinger Chronik brachte die dort beliebten Plattitüden am 28. Juni 1906 wie folgt auf den Punkt: „Gemüt ist eine geistige Eigenschaft, welche eigentlich nur wir Germanen besitzen“.

## Aktueller Stand
Von Gemüt ist in der modernen Psychologie kaum noch die Rede. Der „Brockhaus Psychologie“ spricht von Gemüt als einem unscharfen Begriff. Das philosophische Lexikon von Georgi Schischkoff bezeichnet Gemüt als einen nur der deutschen Sprache eigentümlichen Terminus. Er stehe für die enge Einheit des geistigen und sinnlichen Gefühlslebens, für die Innerlichkeit der Seele. Das psychologische Lexikon von Wilhelm Karl Arnold definiert Gemüt als seelische Instanz, die im Gegensatz zu kognitiven Fähigkeiten wie Erkennen, Denken, Urteilen die Gesamtheit der Affekte, Grundstimmungen, Antriebserlebnisse und Lebensgefühle bezeichnet. Es besteht insofern auch Übereinstimmung mit der Auffassung von Gruhle, der seit der Mitte des 18. Jahrhunderts die Bedeutung des Begriffs „Gefühl“ als unverändert ansieht. Insofern erscheint das deutsche Wort Gemüt auch mit dem Fachbegriff der Affektivität identisch. Die Lehre vom Gemüt wird als Thymologie bezeichnet.